# Nationalparks in den Vereinigten Staaten
Die Vereinigten Staaten haben eine Vielzahl von Nationalparks eingerichtet. Weitere Schutzgebiete sind nationale Denkmäler (National Monuments), historische Parks, Gedenkstätten, Erholungsgebiete, Flüsse und Küstenabschnitte. Alle Nationalparks und ein Teil der anderen Schutzgebiete werden vom National Park Service verwaltet, einer Behörde im Geschäftsbereich des US-Innenministeriums.
Zurzeit gibt es 63 Nationalparks mit einer Fläche von 211.273 km² (d. h. etwa die Fläche von Großbritannien). Sie haben vom Kongress der Vereinigten Staaten den Schutzstatus National Park zuerkannt bekommen.
Erst in späteren Jahren wurden Naturschutz und Bildung als weitere Ziele der Gebiete eingeführt, sie stehen heute im Vordergrund. In den Nationalparks wird in der Regel eine große Vielfalt an kulturellen, geologischen oder biologischen Ressourcen unter Schutz gestellt. Jagd und Bergbau sind normalerweise nicht erlaubt. Soweit Nutzungen schon vor der Ausweisung des Parks existierten, kann ihnen Bestandsschutz gewährt werden, so operiert im Death-Valley-Nationalpark (gewidmet 1994) eine Erzmine.
Der Charakter der einzelnen Parks unterscheidet sich stark. Während die abgelegenen Parks in Alaska oder auch der Congaree-Nationalpark in den Sümpfen South Carolinas weitgehend Wildnischarakter haben, leiden Parks in der Nähe von Bevölkerungszentren zumindest in Teilgebieten unter dem Massentourismus, wie das Haupttal des Yosemite-Nationalparks in Zentralkalifornien.

## Geschichte
Erste Ideen zu Bewahrung der teilweise noch unberührten Natur wurden schon 1832 vom Maler George Catlin formuliert. Er schlug vor die Großen Ebenen „durch bestimmte weitreichende Maßnahmen des Staates als einen grandiosen Park zu erhalten“. Allerdings sah er die von ihm anvisierten Parks vornehmlich als ungestörte Wohngebiete für die in ihrem Lebensraum bedrohten Ureinwohner.

„Welch ein vorbildlich schönes und überaus abwechslungsreiches Gebiet könnte Amerika so bewahren und zukünftigen Generationen aller Länder präsentieren! Ein Park der Nation mit Mensch und Tier in ihrer ungezähmten und natürlichen Schönheit.“

Eine erste Popularisierung der Beachtung der Natur und des Naturschutzes geht auf Ralph Waldo Emerson und Henry David Thoreau zurück, die in der Natur spirituelle Erbauung suchten. Thoureau erkannte, dass Schutzmaßnahmen für sie nötig waren.
Der damals in der Gegend von Yosemite lebende John Muir, den Emerson 1871 besuchte, setzte sich dann unermüdlich und vehement gegen Holzfäller, Schafzucht und für die Schaffung geschützter Gebiete ein. Er schrieb unter anderem:

„Gott hat für diese Bäume gesorgt, sie vor Sturm und Flut bewahrt, aber er kann sie nicht vor Verrückten bewahren. Nur Uncle Sam kann das.“

Einige kleine, allerdings nicht Bundesbehörden unterstehende Schutzgebiete wie das Yosemite Valley (seit 1864) existierten bereits. Als erster Nationalpark der Vereinigten Staaten und zugleich weltweit wurde der Yellowstone-Nationalpark 1872 gegründet. Die Urkunde nennt als Zweck des Gebietes:

„als öffentlichen Park oder Vergnügungsstätte zum Nutzen und zur Freude der Bevölkerung.“

Weiteren Auftrieb erhielt die Nationalparkbewegung durch die Gründung der Naturschutzorganisation Sierra Club durch Muir und andere im Jahr 1892. Kongress und Bundesregierung handelten schließlich aufgrund vieler Kampagnen und Appelle, indem sie der Gründung von Sequoia-, General-Grant- und Yosemite-Nationalpark zustimmte, wohl auch weil man sie für „völlig wertloses Gebiet“ hielt. 1899 entstand dann der Mount Rainier National Park.
Einen wichtigen Verbündeten fanden die Naturschützer um Muir dann in Präsident Theodore Roosevelt. Er erweiterte das Gebiet der Staatsforste um 53 Millionen Hektar, richtete ein Netz von Wildschutzgebieten ein und schuf 18 Nationalparks.
Dennoch existierten noch immer keine Parks östlich des Mississippi. Ihrer Gründung standen verschiedene Probleme im Wege. Die östlichen Staaten waren dichter besiedelt als der Westen, und auch die kulturell unerschlossenen Gebiete befanden sich großteils in privater Hand. Außerdem hielt man die Landschaften des Ostens wegen des Fehlens der imposanten Canyons und Berge des Westens für weniger schützenswert. 1916 kauften John D. Rockefeller, Charles William Eliot und andere 2400 Hektar der Insel Mount Desert Island vor der Küste von Maine. Das Gebiet wurde später in erweiterter Form zum Acadia National Park. Rockefeller spendete in den 1920er Jahren auch 5 Millionen Dollar für die Errichtung des Great-Smoky-Mountains-Nationalparks und Shenandoah-Nationalparks in den Appalachen.
Am 20. Januar 2025 kam das Kabinett Trump II ins Amt. Trump versucht, die Zahl der Beschäftigten im öffentlichen Sektor massiv zu verringern. Folgen dieser Politik sind in den US-Nationalparks bereits wenige Wochen nach dem Beginn seiner zweiten Präsidentschaft zu spüren.

## Liste
| Nationalpark                 | Ansicht | Bundesstaat                  | Gründung           | Fläche        | Besucher (2018) |
| ---------------------------- | ------- | ---------------------------- | ------------------ | ------------- | --------------- |
| Acadia                       |         | Maine                        | 26. Februar 1919   | 198,60 km²    | 3.537.575       |
| Amerikanisch-Samoa           |         | Amerikanisch-Samoa           | 31. Oktober 1988   | 33,41 km²     | 28.626          |
| Arches                       |         | Utah                         | 12. November 1971  | 310,31 km²    | 1.663.557       |
| Badlands                     |         | South Dakota                 | 10. November 1978  | 982,40 km²    | 1.008.942       |
| Big Bend                     |         | Texas                        | 12. Juni 1944      | 3.242,19 km²  | 440.091         |
| Biscayne                     |         | Florida                      | 28. Juni 1980      | 700,00 km²    | 469.253         |
| Black Canyon of the Gunnison |         | Colorado                     | 21. Oktober 1999   | 124,56 km²    | 308.962         |
| Bryce Canyon                 |         | Utah                         | 25. Februar 1928   | 145,02 km²    | 2.679.478       |
| Canyonlands                  |         | Utah                         | 12. September 1964 | 1.366,21 km²  | 739.449         |
| Capitol Reef                 |         | Utah                         | 18. Dezember 1971  | 978,95 km²    | 1.227.627       |
| Carlsbad Caverns             |         | New Mexico                   | 14. Mai 1930       | 189,26 km²    | 465.912         |
| Channel Islands              |         | Kalifornien                  | 5. März 1980       | 1.009,94 km²  | 366.250         |
| Congaree                     |         | South Carolina               | 10. November 2003  | 107,81 km²    | 145.929         |
| Crater Lake                  |         | Oregon                       | 22. Mai 1902       | 741,48 km²    | 720.659         |
| Cuyahoga Valley              |         | Ohio                         | 11. Oktober 2000   | 131,81 km²    | 2.096.053       |
| Death Valley                 |         | Kalifornien, Nevada          | 31. Oktober 1994   | 13.649,97 km² | 1.678.660       |
| Denali                       |         | Alaska                       | 26. Februar 1917   | 19.185,79 km² | 594.660         |
| Dry Tortugas                 |         | Florida                      | 26. Oktober 1992   | 261,84 km²    | 56.810          |
| Everglades                   |         | Florida                      | 30. Mai 1934       | 5.667,78 km²  | 597.124         |
| Gates of the Arctic          |         | Alaska                       | 2. Dezember 1980   | 30.448,13 km² | 9.591           |
| Gateway Arch                 |         | Missouri                     | 22. Februar 2018   | 0,78 km²      | 2.016.180       |
| Glacier                      |         | Montana                      | 11. Mai 1910       | 4.099,98 km²  | 2.965.309       |
| Glacier Bay                  |         | Alaska                       | 2. Dezember 1980   | 13.044,57 km² | 597.915         |
| Grand Canyon                 |         | Arizona                      | 26. Februar 1919   | 4.862,89 km²  | 6.380.495       |
| Grand Teton                  |         | Wyoming                      | 26. Februar 1929   | 1.254,71 km²  | 3.491.151       |
| Great Basin                  |         | Nevada                       | 27. Oktober 1986   | 312,34 km²    | 153.094         |
| Great Sand Dunes             |         | Colorado                     | 13. September 2004 | 434,40 km²    | 442.905         |
| Great Smoky Mountains        |         | Tennessee, North Carolina    | 15. Juni 1934      | 2.114,19 km²  | 11.421.200      |
| Guadalupe Mountains          |         | Texas                        | 15. Oktober 1966   | 349,52 km²    | 172.347         |
| Haleakalā                    |         | Hawaii                       | 1. August 1916     | 134,62 km²    | 1.044.084       |
| Hawai'i Volcanoes            |         | Hawaii                       | 1. August 1916     | 1.317,68 km²  | 1.116.891       |
| Hot Springs                  |         | Arkansas                     | 4. März 1921       | 22,47 km²     | 1.506.887       |
| Indiana Dunes                |         | Indiana                      | 15. Februar 2019   | 62,11 km²     | 1.756.079       |
| Isle Royale                  |         | Michigan                     | 3. April 1940      | 2.313,95 km²  | 25.798          |
| Joshua Tree                  |         | Kalifornien                  | 31. Oktober 1994   | 3.199,59 km²  | 2.942.382       |
| Katmai                       |         | Alaska                       | 2. Dezember 1980   | 14.870,29 km² | 37.818          |
| Kenai Fjords                 |         | Alaska                       | 2. Dezember 1980   | 2.709,98 km²  | 321.596         |
| Kings Canyon                 |         | Kalifornien                  | 4. März 1940       | 1.869,25 km²  | 699.023         |
| Kobuk Valley                 |         | Alaska                       | 2. Dezember 1980   | 7.084,90 km²  | 14.937          |
| Lake Clark                   |         | Alaska                       | 2. Dezember 1980   | 10.602,02 km² | 14.479          |
| Lassen Volcanic              |         | Kalifornien                  | 9. August 1916     | 431,35 km²    | 499.435         |
| Mammoth Cave                 |         | Kentucky                     | 1. Juli 1941       | 218,58 km²    | 533.206         |
| Mesa Verde                   |         | Colorado                     | 29. Juni 1906      | 212,40 km²    | 563.420         |
| Mount Rainier                |         | Washington                   | 2. März 1899       | 956,60 km²    | 1.518.491       |
| New River Gorge              |         | West Virginia                | 27. Dezember 2021  | 28,4 km²      |                 |
| North Cascades               |         | Washington                   | 2. Oktober 1968    | 2.042,78 km²  | 30.085          |
| Olympic                      |         | Washington                   | 29. Juni 1938      | 3.733,83 km²  | 3.104.455       |
| Petrified Forest             |         | Arizona                      | 9. Dezember 1962   | 895,93 km²    | 644.922         |
| Pinnacles                    |         | Kalifornien                  | 10. Januar 2013    | 107,99 km²    | 222.152         |
| Redwood                      |         | Kalifornien                  | 2. Oktober 1968    | 562,51 km²    | 482.536         |
| Rocky Mountain               |         | Colorado                     | 26. Januar 1915    | 1.075,68 km²  | 4.590.493       |
| Saguaro                      |         | Arizona                      | 14. Oktober 1994   | 371,16 km²    | 957.405         |
| Sequoia                      |         | Kalifornien                  | 25. September 1890 | 1.635,18 km²  | 1.229.594       |
| Shenandoah                   |         | Virginia                     | 26. Dezember 1935  | 806,27 km²    | 1.264.880       |
| Theodore Roosevelt           |         | North Dakota                 | 10. November 1978  | 285,09 km²    | 749.389         |
| Virgin Islands               |         | Amerikanische Jungferninseln | 2. August 1956     | 60,48 km²     | 112.287         |
| Voyageurs                    |         | Minnesota                    | 8. Januar 1971     | 883,02 km²    | 239.656         |
| White Sands                  |         | New Mexico                   | 18. Januar 1933    | 581,7 km²     | 603.008         |
| Wind Cave                    |         | South Dakota                 | 9. Januar 1903     | 137,48 km²    | 656.397         |
| Wrangell–St. Elias           |         | Alaska                       | 2. Dezember 1980   | 53.320 km²    | 79.450          |
| Yellowstone                  |         | Wyoming, Montana, Idaho      | 1. März 1872       | 8.983,17 km²  | 4.115.000       |
| Yosemite                     |         | Kalifornien                  | 1. Oktober 1890    | 3.082,68 km²  | 4.009.436       |
| Zion                         |         | Utah                         | 19. November 1919  | 595,87 km²    | 4.320.033       |

## Aufgelöste Nationalparks
| Nationalpark                 | gegründet       | aufgelöst                                                                             | Kommentar                                                               |
| ---------------------------- | --------------- | ------------------------------------------------------------------------------------- | ----------------------------------------------------------------------- |
| Abraham-Lincoln-Nationalpark | 17. Juli 1916   | 11. August 1939                                                                       | umgewandelt in Abraham Lincoln Birthplace National Historic Site        |
| Fort-McHenry-Nationalpark    | 3. März 1925    | 11. August 1939                                                                       | umgewandelt in Fort McHenry National Monument and Historic Shrine       |
| General-Grant-Nationalpark   | 1. Oktober 1890 | 4. März 1940                                                                          | aufgenommen in den Kings-Canyon-Nationalpark                            |
| Hawaii-Nationalpark          | 1. August 1916  | 13. September 1960                                                                    | aufgeteilt in Hawaiʻi-Volcanoes-Nationalpark und Haleakalā-Nationalpark |
| Mackinac-Nationalpark        | 15. April 1875  | dem Staat Michigan am 2. März übereignet, Status als State Park seit dem 31. Mai 1895 | jetzt Mackinac Island State Park                                        |
| Platt-Nationalpark           | 29. Juni 1906   | 17. März 1976                                                                         | jetzt Chickasaw National Recreation Area                                |
| Sullys-Hill-Nationalpark     | 27. April 1904  | 3. März 1931                                                                          | jetzt Sullys Hill National Game Preserve                                |

## Weitere Schutzgebiete in den USA
Die National Monuments haben einen geringeren Schutzstatus als die Nationalparks und sind in der Regel kleinere bis sehr kleine Schutzgebiete.
National Historical Parks, National Historic Sites, National Memorials und Battlefields beinhalten historische Plätze, Denkmäler und Schlachtfelder. Oft sind das einzelne Gebäude oder kleinere Regionen, die eine historische Bedeutung haben.
National Recreation Areas, Seashores and Trails sind Erholungsgebiete, besondere Seen, Flüsse, Küstenabschnitte und Straßen, sowie Wanderwege. Wild and Scenic Rivers sind vor massiven Eingriffen geschützt, ihr Erholungs- und Landschaftswert soll erhalten bleiben.
National Preserves würden die Voraussetzung für eine Ausweisung als Nationalpark erfüllen, in ihnen ist aber Bergbau, die Förderung von Erdöl/-gas sowie meistens die Jagd zulässig. Wilderness Areas sind von menschlichen Eingriffen unbeeinflusst. Besucher dürfen sich nur zu Fuß oder gegebenenfalls im Kanu und per Pferd bewegen.
National Wildlife Refuges sind Naturschutzgebiete die unter der Verwaltung des United States Fish and Wildlife Service stehen. Außerdem gibt es in den USA bundesstaatliche Nationalforste (National Forest), die vom US Forest Service verwaltet werden. In ihnen sind meist nur kleine Bereiche als Schutzgebiete ausgewiesen, der größte Teil der National Forests wird kommerziell durch die Forstwirtschaft genutzt.

## Sonstiges
Neben dem National Park Service, dem U.S. Fish and Wildlife Service und dem US Forest Service sind auch das Bureau of Land Management, die Verwaltungen der Indianerreservate und andere bundesstaatliche und lokale Institutionen für die Verwaltung einzelner Parks zuständig. Der bekannteste von Indianern verwaltete Park ist das Monument Valley.
Zusätzlich zu den aufgelisteten, von der Bundesregierung verwalteten, unterhalten die einzelnen Bundesstaaten als State Parks bezeichnete Naturschutzgebiete.